# Konstanty Wiazowski
Konstanty Wiazowski (ur. 17 lutego 1935 w Zubowie) – polski duchowny i teolog baptystyczny, w latach 1987-1995 prezes Naczelnej Rady Polskiego Kościoła Chrześcijan Baptystów.

## Życie i dzieło
Urodził się 17 lutego 1935 roku w Zubowie. Ukończył Liceum Pedagogiczne w Bielsku Podlaskim i w latach 1955-1959 pracował jako nauczyciel w szkole podstawowej w Aleksiczach k. Zabłudowa. 22 sierpnia 1958 roku przyjął chrzest wodny z rąk Jana Mackiewicza. 
W latach 1959–1963 odbył studia w Chrześcijańskiej Akademii Teologicznej z siedzibą w Chylicach k. Warszawy. Wykształcenie teologiczne uzupełniał w International Baptist Theological Seminary w Rüschlikon w Szwajcarii (1963-1965). Pełnił funkcje duszpasterskie w zborach baptystycznych w Bielsku Podlaskim (1965-1966) i Hajnówce (1967-1969). W 1969 objął stanowisko sekretarza redakcji miesięcznika Słowo Prawdy, które pełnił do 1981.
Od 1976 wykładał Stary Testament w Baptystycznym Seminarium Teologicznym.
30 grudnia 1977, na konferencji prasowej, podczas wizyty Jimmy'ego Cartera w Polsce, stwierdził, że baptyści w Polsce są dyskryminowani przez „część hierarchii jak też wiernych Kościoła Rzymskokatolickiego” i zwrócił się do amerykańskiego prezydenta o pomoc w tej sprawie. Wypowiedź ta wywołała sprzeciw ze strony KRK. Stanowisko wyrażone przez Wiazowskiego zostało później poparte przez Kościół polskokatolicki.
Henryk Ryszard Tomaszewski ocenił, że w okresie PRL-u wykazał się niezłomną postawą wobec władz.
W 1980 wybrano go w skład Naczelnej Rady Kościoła (NRK), zaś rok później powierzono mu funkcję dyrektora Seminarium Teologicznego Polskiego Kościoła Chrześcijan Baptystów, zajmowaną przezeń do 1984. W latach 1984–1987 był sekretarzem NRK. Ordynację na urząd prezbitera przyjął w 1986. W 1987 objął stanowisko prezesa NRK, którą piastował przez dwie kadencje (1987-1991 i 1991-1995). W latach 1995–2005 był wykładowcą Wyższego Baptystycznego Seminarium Teologicznego w Warszawie.
W całym okresie służby w Kościele zajmował się tworzeniem tekstów teologicznych oraz pracą przekładową. Jest autorem kilkuset artykułów w prasie kościelnej, autorem 5 książek oraz tłumaczem z języka angielskiego kilkudziesięciu tytułów.
W 2015 w uznaniu jego zasług Wydawnictwo Uczelniane Wyższego Baptystycznego Seminarium Teologicznego w Warszawie oraz Wydawnictwo Słowo Prawdy wydały publikację pt. Bóg dotrzymuje Słowa. Księga jubileuszowa prezbitera Konstantego Wiazowskiego, przygotowaną pod redakcją naukową Mateusza Wicharego.

## Poglądy
Uważa, że modlitwy za zmarłych i kierowanie do nich próśb o wstawiennictwo są przedłużeniem kultu pogańskiego.

## Główne publikacje
- Podstawy naszej wiary, Warszawa 1987
- Kształcenie teologiczne w Kościele Chrześcijan Baptystów w Polsce, Warszawa 2000
- Podstawowe zasady wiary chrześcijańskiej, Warszawa 2002
- Chrzest święty - jego znaczenie i praktyka, Warszawa 2005
- Emmanuel czyli Bóg z nami, Warszawa 2012
- Przy Stole Pańskim, Warszawa 2014 ISBN 978-83-88497-18-6
- Na zawsze z Chrystusem, Warszawa 2016
- Wzrastanie w życiu chrześcijańskim, Warszawa 2018 ISBN 978-83-86586-50-9